# Rhynchosia bullata
Rhynchosia bullata är en ärtväxtart som beskrevs av William Henry Harvey. Rhynchosia bullata ingår i släktet Rhynchosia och familjen ärtväxter. Inga underarter finns listade i Catalogue of Life.